# AEA Explorer
L'AEA Explorer est un avion utilitaire monomoteur polyvalent, initialement développé en Australie à la fin des années 1980 par Aero Engineers Australia (AEA). Conçu pour combler l'écart entre les Cessna 206 Stationair et Cessna 208 Caravan, il a évolué d'une version allongée du Cessna 206 à un appareil entièrement nouveau. Effectuant son premier vol le 23 janvier 1998, l'Explorer peut accueillir jusqu'à 9 passagers et se distingue par sa construction en matériaux composites, notamment en fibre de carbone. Il s'agit d'une réponse innovante aux besoins d'un avion performant capable de transporter des passagers et des marchandises dans des conditions difficiles, et il est actuellement offert en plusieurs versions pour des rôles tant civils que militaires.

## Explorer 350R
Ce projet a vu le jour à la fin des années 1980, sous la houlette de Graham Swannell, alors directeur de l'AEA. À l'origine, Swannell envisageait une version allongée et remotorisée du Cessna 206 pour occuper le créneau entre les Cessna 206 Stationair et Cessna 208 Caravan. Cependant, en 1993, en collaboration avec l'ingénieur américain John Roncz, également impliqué dans les programmes Rutan Voyager et Rutan Global Flyer, il débuta la conception d'un avion entièrement nouveau. Le prototype, initialement conçu pour être propulsé par un 8 cylindres à plat Textron Lycoming IO-720 de 400 ch, a finalement pris son envol le 23 janvier 1998 avec un moteur 6 cylindres Teledyne Continental TSIO-550 de 350 ch.

## Explorer 500T
Considéré dès le départ comme un démonstrateur technologique, le prototype Explorer 350T fut remotorisé dès son retour des États-Unis avec une turbine Pratt & Whitney PT6A-135B de 600 ch entrainant une hélice quadripale et réaménagé pour transporter 11 passagers (pilote compris). Il a effectué son premier vol dans cette nouvelle configuration le 9 juin 2000. Considéré comme l’entrée de gamme de la famille, cette version devait être construite en série par Explorer Aircraft Australia Pty Ltd, entreprise commerciale créée entre-temps.

## Explorer 500R
Second niveau de la famille, le fuselage étant identique à celui du 500R mais le moteur un moteur à piston Orenda OE-600A de 600 ch. Ce modèle était en développement en 2002.

## Transfert auxÉtats-Unis
Devant l'intérêt du marché américain pour l'Explorer, une filiale, Explorer Aircraft Inc, a été créée à Jasper, Texas. Le développement a ensuite été entièrement transféré à cette nouvelle entité, qui s'est par la suite rélocalisée à Houston, Texas. Cette rélocalisation s'est effectuée au plus tard en 2005 selon les informations disponibles.

## Explorer 750T
En 2005, un modèle amélioré, l'Explorer 750T, fut annoncé. Il serait équipé d'une turbine Pratt & Whitney PT6A-60A de 750 ch et aurait un fuselage allongé de 2,21 m pour accueillir jusqu'à 17 passagers ou 13,6 m3 de fret.